# Cetina (rivier)
Cetina is een rivier in Centraal-Dalmatië, dat in Kroatië ligt. De rivier heeft een totale lengte van 105 km, een oppervlakte van 3700 km², en zakt 385 meter omlaag van haar bron tot aan de Adriatische Zee.

## Geografie en geologie
De Cetina ontspringt aan de noordwestzijde van de Dinara, in een dorpje genaamd Cetina (zo'n 7 kilometer van Vrlika). Een groot gemaakt meer begint vlak bij Vrlika, het Peruča meer, dit kwam tot stand door een dam 25 kilometer stroomafwaarts. De Cetina stroomt door het lagere gedeelte van het Sinj karstveld. De rivier stroomt oostwaarts en om de berg Mosor heen westwaarts voordat de rivier in de stad Omiš in de Adriatische zee stroomt.
Aan het einde van het stroomgebied maakt de Cetina een behoorlijke daling, dit komt de waterkrachtcentrale bij Zakučac ten gunste.

## Geschiedenis
De rivier diende als grens tussen Dalmatia en Neretva sinds de eerste helft van de 7e eeuw, later was het een grens tussen het Hertogdom van Kroaten (sinds 856, en sinds 925 Koninkrijk Kroatië en Raška. Nadat de Byzantijnen weer de macht namen over de hertogdommen werd de rivier een grens tussen het Kroatisch Koninkrijk en het Byzantijnse Rijk. Nadat Stefan Nemanja verschillende hertogdommen in de tweede helft van de 12e eeuw bijeensmolt werd de rivier een grens tussen het Kroatische-Hongaarse Koninkrijk (sinds 1102) en het Groothertogdom Rascia (sinds 1166, en sinds 1217 het Servische Koninkrijk).
Servische strijders wilden tijdens Operatie Storm de dam van het tot de nok toe gevulde meer opblazen, maar zover kwam het kwam niet.
- Nationale Bibliotheek van Tsjechië: ge627173